# 武田麻弓
武田 麻弓（たけだ まゆみ、1970年5月27日 - ）は1990年代中頃に豹ちゃんという源氏名で活躍した聾唖の元風俗嬢。本名の武田麻弓名義で自身の波乱万丈な人生を綴った本、『ファイト!』（1999年7月1日出版、幻冬舎）が23万部のベストセラーとなった。続編として『いっしょにファイト!』（2000年8月16日出版）、『いつまでもファイト!』（2002年5月10日出版）、『ファイト日記』（2004年8月5日出版、いずれも幻冬舎）が出版された。

## 経歴
1970年5月27日、東京都立川市に生まれる。3歳の時猩紅熱にかかり、治療に使った薬の強い副作用で聴覚をほぼ失ってしまう。後天性難聴と診断され、医者からは「今から発声の訓練をしても、普通に話すことはできない」と言われ、以後、大音量では聞こえるが補聴器が手放せない状況となる。幼稚園と掛け持ちで特別支援学校へ通い、手話や読唇術、発声の仕方を学ぶ。
小学校、中学校では耳が聞こえないことでいじめや差別を受けたことで、テレビでアメリカ国内で差別を受ける黒人を知って共通の感情を抱き、次第に恋愛の対象は黒人へと向けていく。
1989年、ファッションデザイナーになるべく4年間デザインの専門学校へ通い、卒業後はアパレル関係の会社に就職するべく、いくつか面接を受け5社内定をもらうが、耳が聞こえないことから、希望する部署への配置が難しいと言われ断念する。
1993年に大手の求人広告の会社に就職が決まり、そこで社内報の編集や制作をして、仕事が終わった後はクラブ通いをして、ブラザーと呼ばれている黒人たちと付き合う日々を送る。とくに、横田基地、厚木基地、横須賀基地などに出入りして、基地内にあるナイトクラブで遊んだり、基地周辺に繰り出すアメリカ軍人目当てにクラブ巡りなどをして沢山の黒人と関係を持つ。耳や言葉の障害を乗り越えるため、コミュニケーションでは英語の筆談をとるように努めた。
豊胸手術を受け胸が大きくなったのをきっかけに、「CHICHI(チチ)」というあだ名で呼ばれるようになる。
1995年3月、25歳の頃、ロサンゼルスへ帰った黒人の恋人に会いに行く金を貯めるため、それまでの仕事を辞めてファッションヘルスの店で豹ちゃんという源氏名で働き始める。肌を焼き髪型も全部三つ編みにして入れ墨やピアスをするなど、黒人のファッションを取り入れる。4月、店の紹介で関西でストリッパーとしてもデビューしたり、アダルトビデオに出演したりして、次第に「聾唖の風俗嬢」としてマスコミに取り上げられるようになる。
1996年、『月刊PANjA』（フジサンケイグループ）の2月号から6月号まで『ろうあのヘルス嬢、豹ちゃんのジェットコースター・ライフ』（全5回）を連載、またアダルトビデオの撮影現場のレポーターも経験する。10月5日、風俗誌、『ナイタイ』（ナイタイ出版）主催の風俗嬢No.1を決める『第12回ミス・シンデレラコンテスト』が歌舞伎町のクラブで行われ、審査員特別賞を受賞する。
1997年、ロサンゼルスにいる恋人に会いに行ったが現地で喧嘩別れとなってしまい、同時期にアメリカに来ていた友人の誘いでニューヨークへ行く。そこで知り合った黒人男性に求婚され、ニューヨーク市庁舎へ結婚届けを出すが、その後、相手がHIVの感染者で、それを隠したままコンドームもつけないで性行為に及んでいたことに衝撃を受ける。当時、ニューヨークでは最高に治安が悪いとされていたマンハッタンのハーレムに住みながら、ストリップ・ダンサーとして働き始める。そこでは強盗被害にも会い、ピストルを突き付けられるという経験もする。しかし夫は働かず、殺人まで犯したことのあるストリートギャングのブラッズのメンバーであることを後になって知る。周囲の人たちからは「殺されないうちに早く日本に帰った方がいい」と忠告を受けるが、夫からは「日本に帰るなら殺す」と脅されるようになる。
夫から暴力を振るわれる日々を続けながら、ブロンクス区という当時、さらに治安の悪い地区に引っ越すも、夫が拳銃不法所持で逮捕され収監されている間に、別の黒人男性と知り合い、クイーンズ区で同棲生活を始める。その後、HIVの検査を受けて陰性であるとの検査結果が出て安堵する。
1999年3月、長女を出産する。
1999年8月15日、フジテレビジョンの『ザ・ノンフィクション』で自身のドキュメント、『麻弓の冒険 私を抱いた黒人たち』が放送され、自伝『ファイト!』も出版され、再びマスコミの注目を浴びる。
2000年3月18日、『ザ・ノンフィクション』の第2弾、『麻弓の冒険スペシャル』（フジテレビジョン）が放送される。10月には、次女を出産する。
2001年11月、前夫との離婚が成立する。
2002年3月、二人の娘の親である男性と正式に結婚する。
2002年9月、長男を出産する。
2017年、アメリカ国籍を取得する。
現在名は、Mayumi T Watson、アメリカン手話習得。